# Disneyisation
 (novembre 2023).
Le terme de disneyisation ou  disneylandisation décrit la transformation d'une société pour ressembler aux parcs d'attractions Disney. Il est généralement utilisé de manière négative et implique une homogénéisation de la consommation, du marchandisage, et du travail émotionnel. Il peut être utilisé plus largement pour décrire les processus de dépouillement d'un lieu ou d'un événement réel de son caractère d'origine pour le reconditionner dans un format expurgé. Les références à quelque chose de négatif sont supprimées et les faits sont lissés dans le but de rendre le sujet plus agréable et facile à appréhender. Dans le cas des lieux, cela signifie généralement de remplacer ce qui s'est développé au fil du temps par un arrangement idéalisé et favorable au tourisme qui rappelle les attractions de la « Main Street, USA » des parcs à thèmes Disney. 
Il est attribué à de Peter K. Fallon et apparaît pour la première fois dans un livre d'André Kehoe de 1991  Christian Contradictions and the World Revolution : « Cette culture fictive imposée heure après heure à la population par les médias est une grave ingérence dans la libre-pensée et la liberté d'action. Cela fait partie de ce que Peter K. Fallon de l'université de New York, dans une phrase admirable, appelle la disneyisation de la société ». La phrase apparaît plus tard dans le livre de Sharon Zukin, The Cultures of Cities (1996:128), et est popularisé par Alan Bryman (en) dans un livre de 2004, The Disneyization of Society. La disneyfication de l'espace urbain est également explorée dans Tearing Down the Streets: Adventures in Urban Anarchy de Jeff Ferrell. L'expert en sciences sociales écrit sur le renouvellement urbain en employant ce terme.
Les aspects de la disneyisation comprennent :
- Le thème : insuffler une idée particulière à un lieu ou un objet.
- La consommation hybride : une réunion de multiples possibilités de consommation dans un lieu particulier.
- La politique de produit : la promotion de biens ou de services avec des objets portant des images ou des logos promotionnels.
- Le travail performatif : faire des employés non seulement des fournisseurs de services, mais aussi des artistes.

Le philosophe français Jean Baudrillard (qui a écrit sur la nature de la réalité et de l'hyperréalité) considère Disneyland comme l'endroit le plus réel des États-Unis parce qu'il ne prétend pas être plus que ce qu'il est réellement, un parc d'attractions.  Dans son essai Simulations, il écrit :

« Disneyland est présenté comme imaginaire pour nous faire croire que le reste est réel alors que tout Los Angeles et l'Amérique qui l'entoure ne sont plus réels, mais de l'ordre de l'hyperréel et de la simulation. »

Il critique également la nature cachée de l'entreprise dans son livre America:

« Toute la philosophie de Walt Disney se nourrit de ces jolies petites créatures sentimentales en manteau de fourrure gris. Pour ma part, je crois que derrière ces yeux souriants se cache une bête froide et féroce qui nous traque avec effroi. »